# Арташат
Арташат (јерм. Արտաշատ) је град у Јерменији и административни је центар марза Арарат. Налази се на левој обали реке Аракс у Араратској равници, 30 км југоисточно од Јеревана.
Један је од најстаријих градова у Јерменији, основан 176. п. н. е. од стране краља Арташеса I и древна престоница античке јерменске државе. Стари Грци су га називали Артаксата (грч. Ἀρτάξατα) а Римљани Неронија.
Модерно насеље налази се 5 км северозападније од древног града. У њему је 2010. живело 25.400 становника.

## Географија
Арташат је смештен југоисточно од Јеревана, на левој обали реке Азат у централном делу Араратске равнице. Удаљен је свега 4 км од границе са Турском. Површина градског подручја је 10 км².
Град се налази на важној железничкој и друмској раскрсници и кроз њега пролази пруга на релацији Јереван-Јехегнаџор-Капан и даље ка Степанакерту (Нагорно-Карабах).
Подручје око града карактерише умерена континентална клима. Просечне јулске температуре крећу се око 20-26°C, а јануарске око -6°C. Апсолутни температурни максимум је +42°C, а апсолутни минимум је -32°C. Просечна количина падавина на годишњем нивоу креће се између 200 и 235 мм.

## Историја
Антички Арташат је основао краљ Арташес I у периоду између 185. и 176. године пре нове ере у близини данашњег манастира Хор Вирап, 5 км западније од данашњег насеља на месту тадашњег ушћа Мецамора у Аракс.
Због свог стратешког положаја на путу свиле Арташат је у античком периоду имао веома развијену трговину и занатсво. У доба владавине краља Артавазда II (55—34. п. н. е.) у граду је саграђен велики амфитеатар. Због лепоте грађевина у њему често су га звали „јерменском Картагином“.
У два наврата Арташат је био престоница древне јерменске државе. Први пут између 160-77. п. н. е., а потом и у периоду 60. п. н. е.-120. нове ере.
Римљани су до темеља порушили град 59. године, међутим пошто је тадашњи римски император Нерон 66. сносио све трошкове обнове, град је у његову част преименован у Неронија.

## Градови побратими
- Кламар, Француска (од 2003)